# سیگما شیر
سیگما شیر یک ستاره است که در صورت فلکی شیر قرار دارد.